# 美食無間
《美食無間》，是一部2023年台灣犯罪劇集，故事以「美食」和「警匪動作」為主題，由奚岳隆執導和編劇，傅孟柏、簡嫚書、王柏傑、柯叔元、黃尚禾、夏靖庭、陽靚、王可元和余思霆主演。該劇於2023年11月3日在三立都會台週五十點檔首播。

## 劇情背景
故事在虛構的「岳港市」展開，講述喜歡美食的刑警和殺手在一次吃火鍋時被迫併桌，對食各有講究的二人亦因此結下不解之緣。

## 演員

### 主演
- 傅孟柏  飾演 朱坡：岳港市刑偵一隊隊長，常憑直覺辦案，喜歡吃遍大街小巷的美食，崇尚食材原味[1][2]。
- 簡嫚書 飾演 吳薇：岳港市刑偵一隊的菜鳥刑警[3]。胡仲魁(吳雄）的女兒。
- 王柏傑 飾演 黎子東：冷酷寡言的殺手，習慣出任務前挑選餐廳吃儀式餐，重視醬料的配搭[2]。
- 柯叔元 飾演 吳雄.胡仲魁：KN集團副總裁兼準接班人，韓丹的勁敵[3][4]。為臥底警官。
- 黃尚禾 飾演 韓丹：黑道二把手，覬覦KN集團老大的位置[3][4]。
- 夏靖庭 飾演 莊其森：岳港市警察局局長[5]。
- 陽靚 飾演 Lily：火鍋店老闆娘[3][4]。
- 王可元 飾演 傑克：殺手集團駭客[3][5]。
- 飾演 莫鈺：殺手集團任務指派者[3]。

### 常設
- 吳昆達 飾演 郭隊：岳港市警察局刑警大隊長[6]。
- 張再興 飾演 曾咖：岳港第一分隊隊員[7]。
- 張耀仁 飾演 阿慶：岳港第一分隊隊員[8]。
- 陳信彰 飾演 大牛：岳港第一分隊隊員
- 李國強  飾演 苦瓜：岳港第一分隊隊員
- 陳家逵 飾演 老趙：岳港第二分隊隊長[8]。
- 林道禹 飾演 黑澤：韓丹之左右手[6]。
- 陳映如 飾演 花花：警局內勤。
- 梁皓嵐 飾演 美美：警局內勤。
- 品子 飾演 女殺手。

## 製作

### 開發
《美食無間》於2019年開始前期籌拍工作。劇組為了拍攝該劇而到超過200家知名的台灣餐廳實地考察，並在最後選定在其中21家取景拍攝。導演奚岳隆在訪問中指他希望能透過劇集將台灣料理推向國際。2021年5月4日，《美食無間》於其中一家位於台北市的取景餐廳小天使精釀啤酒餐廳舉行發佈會，宣佈該劇將會由發起日影業開發，奚岳隆執導，傅孟柏、王柏傑和簡嫚書主演，其中奚岳隆是首次執導電視劇。2022年5月24日，該劇釋出宣傳海報和前導預告，同時宣佈柯叔元、黃尚禾和陽靚參演。

### 拍攝
主題拍攝於2021年4月開始，取景地點包括全國的21家知名餐廳和小食店家，以及台北市松山區，期間因COVID-19疫情關係而一度停拍，後在2022年1月復工並殺青。
第一集：Loulou dining express、Yeah Right Burger 美式漢堡餐車、魚君 さかなくん 海鮮公有市場、台電勵進餐廳、源芳刈包
第二集：91巷甜不辣、當歸香當歸豬腳、Power Beef、新方水產（海鮮市場）
第三集：盛園絲瓜小籠湯包、司機俱樂部
第四集：天東86牛肉麵、時時爐端燒、小後苑Backyard Jr.
第五集：小天使精釀啤酒餐廳、青花驕
角屋關東煮

### 市場推廣
該劇與手搖飲品牌「龜記」合作，將會在劇集上映期間推出神秘特調口味的飲料。

## 發行
《美食無間》原定於2022年春季上映。2023年，該劇入選金馬奇幻影展的「特別放映」名單，首兩集於2023年4月14日在金馬奇幻影展上公映。同年9月16日，該劇釋出完整預告，並宣佈定檔於同年11月3日在三立都會台首播，後續集數以每週一集的頻率更新，中華電信MOD、Hami Video、愛奇藝及Netflix同步跟播，後於同年12月9日起於TVBS 歡樂台播出

## 獎項

### 金鐘獎
| 年份   | 頒獎單位     | 獎項             | 入圍者       | 結果 |
| ------ | ------------ | ---------------- | ------------ | ---- |
| 2024年 | 第59屆金鐘獎 | 戲劇節目獎       | 《美食無間》 | 提名 |
| 2024年 | 第59屆金鐘獎 | 戲劇節目導演獎   | 奚岳隆       | 提名 |
| 2024年 | 第59屆金鐘獎 | 戲劇節目男主角獎 | 傅孟柏       | 提名 |

## 外部連結
- 官方网站
- 互联网电影数据库（IMDb）上《美食無間》的资料（英文）
- 豆瓣电影上《美食無間》的資料 （简体中文）